# Calamia (Gattung)
Calamia ist eine Gattung der Tribus Apameini aus der Nachtfalter-Familie der Eulenfalter (Noctuidae).

## Merkmale
Die Gattung umfasst mittelgroße bis große Falter mit langem Körper. Die Vorderflügel sind verhältnismäßig lang und schlank. Der Kopf ist relativ groß, die Stirn glatt, breit und rund. Die Antennen der Männchen sind fein beidseitig gezähnt mit langen Zilien. Weitere abgeleitete Merkmale sind Besonderheiten in den männlichen und weiblichen Genitalien.

## Lebensweise, Vorkommen und geographische Verbreitung
Die Gattung ist wärmeliebend und bevorzugt offene Landschaften. Die Raupen leben meist an Gräsern. Die Gattung ist paläarktisch verbreitet.

## Systematik
Die Gattung ist sehr nahe mit den Gattungen Sidemia und Hampsonicola (früher Hedina) verwandt, ebenso mit Crypsedra und Staurophora. Die Stellung in der Tribus Apameini ist relativ sicher. Die Gattung beinhaltet fünf Arten:
- Grüneule (Calamia tridens (Hübner, 1766))
- Calamia modesta Staudinger, 1900[2]
- Calamia staudingeri Warnecke, 1941
- Calamia metamorpha Boursin, 1960
- Calamia deliciosa Boursin, 1957

Die Stellung der Tribus Apameini ist noch nicht abschließend geklärt. Früher wurde sie meist der Unterfamilie Hadeninae zugerechnet. In den neueren Klassifikationen wird eine Zugehörigkeit zur Unterfamilie Xyleninae vorgeschlagen (Fibiger und Hacker, 2007).